# Universitäts-Klasse

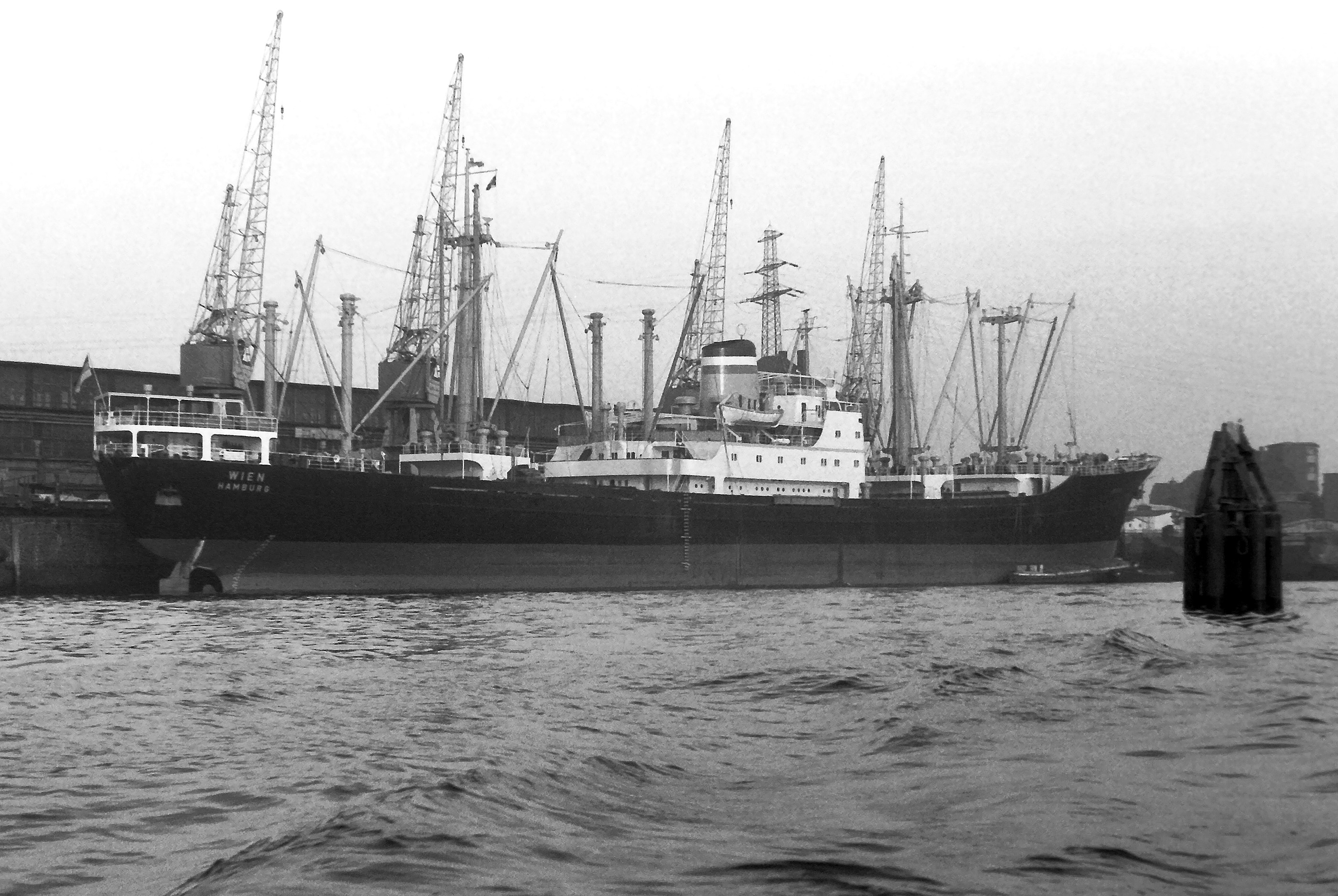
MS Wien 1969 im Hamburger Hafen

Universitäts-Klasse oder auch Tübingen-Klasse ist die Bezeichnung einer Baureihe von Motorschiffen der Reederei Hamburg-Amerika-Linie. Die Baureihe erhielt den Namen, da alle Schiffe auf Namen von Universitätsstädten getauft wurden, wird aber auch nach dem Typschiff Tübingen benannt. Die Baureihe dieses zwischen 1955 und 1959 gebauten Schiffstyps der Howaldtswerke-Werft in Hamburg umfasste sieben Einheiten.

## Die Schiffe
- Erstes Schiff der Hapag-Serie war die im Oktober 1955 übergebene Tübingen mit der Baunummer 899. Es blieb bis 1970 im Dienst der Hapag und wurde dann zum Tiertransporter Ceena umgebaut (6135 BRT/7080 tdw). Im darauffolgenden Jahr taufte man das Schiff Al-Shuwaikh. Weitere zehn Jahre später folgte eine weitere Umbenennung in Mukairish Althani. 1986 wurde das Schiff an die Abbruchwerft Moony Pvt Ltd in Gadani verkauft, die am 15. Oktober 1986 mit der Verschrottung des Schiffs begann.[1]
- Zweites Schiff der Baureihe war die im Dezember 1955 mit der Baunummer 901 abgelieferte Göttingen. Sie fuhr bis zum Mietverkauf im Jahr 1969 für die Hapag und danach bis 1983 als Twadika der indonesischen Reederei P.T.P.P. Samudera. Am 28. Oktober 1983 traf das Schiff in Kaohsiung zum Abbruch bei der Firma Hai Kwang Steel Enterprise Co ein, die Verschrottung begann am 6. November 1983.[2]
- Drittes Schiff der Baureihe war die am 23. Januar 1956 mit der Baunummer 900 übergebene Erlangen. Am 29. März 1969 wurde auch sie durch eine Kaufmiete an die Reederei P.T.P.P. Samudera in Djakarta abgegeben, ging im August 1972 in das Eigentum der indonesischen Reederei über und wurde etwa zwölf Jahre später, im Januar 1984 in China verschrottet.[3]
- Es folgte die 1957 übergebene Weimar, die am 15. Dezember 1956 mit der Baunummer 917 vom Stapel lief. 1972 wurde sie nach Asien verkauft und fuhr zunächst als Mingchang und ab 1977 als Ying Shan. Am 20. Oktober 1979 strandete das Schiff vor Kap Erimo, Hokkaidō.[4]
- Am 14. August 1957 erfolgte der Stapellauf der Wiesbaden mit der Baunummer 927. Sie fuhr ab 1972 als Mingyao, ab 1975 als Xiu Shan und wurde 1985 in Dalian abgebrochen.[5]
- Der Stapellauf der Wien folgte am 19. Oktober 1957 mit der Baunummer 928. Auch sie wurde 1972 nach Asien verkauft und fuhr zunächst als Mingwei, ab 1975 als Yu Shan und ab 1979 als Ba Shan, bevor sie im August 1984 in Su Zou abgebrochen wurde.[6]
- Das letzte Schiff der Baureihe lief am 28. Februar 1959 mit der Baunummer 904 als Worms vom Stapel. Das Schiff wurde nach Umbenennungen, 1972 in Minglang und 1975 in Bao Shan, erst 1992 aus dem Register gestrichen.[7]